# Mikołajki (osada leśna)
Mikołajki (niem. Forsthaus Nikolaiken) – osada leśna w Polsce położona w województwie warmińsko-mazurskim, w powiecie mrągowskim, w gminie Mikołajki.
W latach 1975–1998 miejscowość należała administracyjnie do województwa suwalskiego.